# Операция соединения (реляционная алгебра)
Операция соединения — одна из операций реляционной алгебры.
Исходными данными для операции являются два отношения и предикат (условие соединения).
Результатом операции является отношение, логически получаемое как декартово произведение исходных отношений, к которому применена операция выборки (ограничения) с указанным предикатом (условием соединения).
Пример:
Имеются отношения Служащий и Отдел.
Задано условие соединения: «Служащий.[Код отдела]=Отдел.[Код отдела]»
| Служащий | Служащий   |
| Фамилия  | Код отдела |
| -------- | ---------- |
| Иванов   | 34         |
| Петров   | 36         |
| Сидоров  | 34         |
| Сергеев  | 34         |

| Отдел       | Отдел      |
| Название    | Код отдела |
| ----------- | ---------- |
| Бухгалтерия | 34         |
| Маркетинг   | 36         |

Результатом операции соединения будет:
| Результат соединения | Результат соединения | Результат соединения | Результат соединения |
| Служащий.Фамилия     | Служащий.Код отдела  | Отдел.Название       | Отдел.Код отдела     |
| -------------------- | -------------------- | -------------------- | -------------------- |
| Иванов               | 34                   | Бухгалтерия          | 34                   |
| Петров               | 36                   | Маркетинг            | 36                   |
| Сидоров              | 34                   | Бухгалтерия          | 34                   |
| Сергеев              | 34                   | Бухгалтерия          | 34                   |

На уровне реализации операция соединения обычно не выполняется как выборка из декартова произведения. Предложены более эффективные алгоритмы, гарантирующие получение такого же логического результата:
- Алгоритм соединения вложенными циклами.
- Алгоритм соединения хешированием.
- Алгоритм соединения слиянием сортированных списков.